# Louise Anaouïl
Louise Anaouïl, née en 1953 au Témiscamingue, également connue sous le pseudonyme de Louise Aylwin, est une poétesse, traductrice et illustratrice québécoise.

## Biographie

### Jeunesse et études
Louise Anaouïl naît en 1953 au Témiscamingue, en Abitibi-Témiscamingue au Québec.
Après avoir étudié aux cégeps d'Amos, Trois-Rivières et Sainte-Foy où elle obtient son diplôme d'études collégiales en 1972, Louise Anaouïl poursuit ses études en programmation-informatique à l'Université du Québec à Montréal. Elle en sort titulaire d'un baccalauréat en communications en 1976, après avoir en parallèle enseigné pendant un an dans la communauté inuite de Puvirnituq.

### Carrière littéraire
En 1975, Louise Anaouïl publie son premier recueil de contes illustrés, Raminagradu, sous le pseudonyme de Louise Aylwin. Remarqué, le livre se voit décerner le prix Marie-Claire-Daveluy en 1874 ainsi que le prix de littérature de jeunesse du Conseil des Arts du Canada l'année suivante. Suivent de courts livres de poésie, édités à très peu d'exemplaires, dont L'Opale juillet en 1980.
Membre de l'Union des écrivaines et des écrivains québécois, Louise Anaouïl se mobilise au début des années 1980 aux côtés de ses consœurs et confrères afin d'exiger des éditeurs qu'ils s'accordent sur un contrat type vis-à-vis des écrivains.
En parallèle de sa propre activité d'écriture, Louise Anaouïl traduit également des livres de l'anglais et de l'espagnol.
À la mort, en 1985, du poète Michel Beaulieu, « un ami proche » ainsi que « [s]on point de contact dans le milieu », Louise Anaouïl s'éloigne peu à peu du monde de la littérature pour se lancer dans le secteur du jardin, de l'architecture et de l'aménagement extérieur.

## Œuvre
- Louise Aylwin, Raminagradu : Histoires ordinaires pour enfants extraordinaires, Montréal, Les Éditions du Jour, 1975, 101 p.
- Laura, Montréal, Les Éditions Minimales, 1979
- L'Opale juillet  (ill. Jehane d'Arc Brochu), Montréal, Esterel, 1980
- Dit 41, 1985

### Traductions
- Matt Cohen, Café Le Dog, Montréal, Québec/Amérique, 1985, 208 p.
- Marilú Mallet, Miami trip, Montréal, Québec/Amérique, 1986, 126 p. (lire en ligne)

### Illustrations
- Jean-Yves Collette, Et hop !, Montréal, Éditions Estérel, 1980
- Jean-Yves Collette, Le Carnet Liliana, Montréal, Éditions Estérel, 1980
- Claudine Bertrand, Memory, Outremont, NBJ, 1985, 28 p.